# Ford P100
Il Ford P100 è un pick-up derivato da berline passeggeri di medie dimensioni, che è stato costruito dalla Ford dal 1971 al 1993, inizialmente in Sudafrica e successivamente in Portogallo. Le prime versioni erano derivate dalla Ford Cortina, mentre dal 1988 la base era la Ford Sierra. Inizialmente commercializzato come Ford Cortina Pickup, ha adottato il nome P100 nel 1982. Il nome P-100 era già stato utilizzato su un piccolo furgone nordamericano negli anni '60.

## Modelli derivati dalla Ford Cortina
La versione introdotta in Sudafrica nel 1971, manteneva la carrozzeria della Ford Cortina Mk3 berlina a 2 porte fino al montante centrale, seguito dal lunotto verticale. Il cassone posteriore poteva essere aperto, chiuso o furgonato in fibra di vetro in opzione; i fanali posteriori erano quello della versione familiare. 

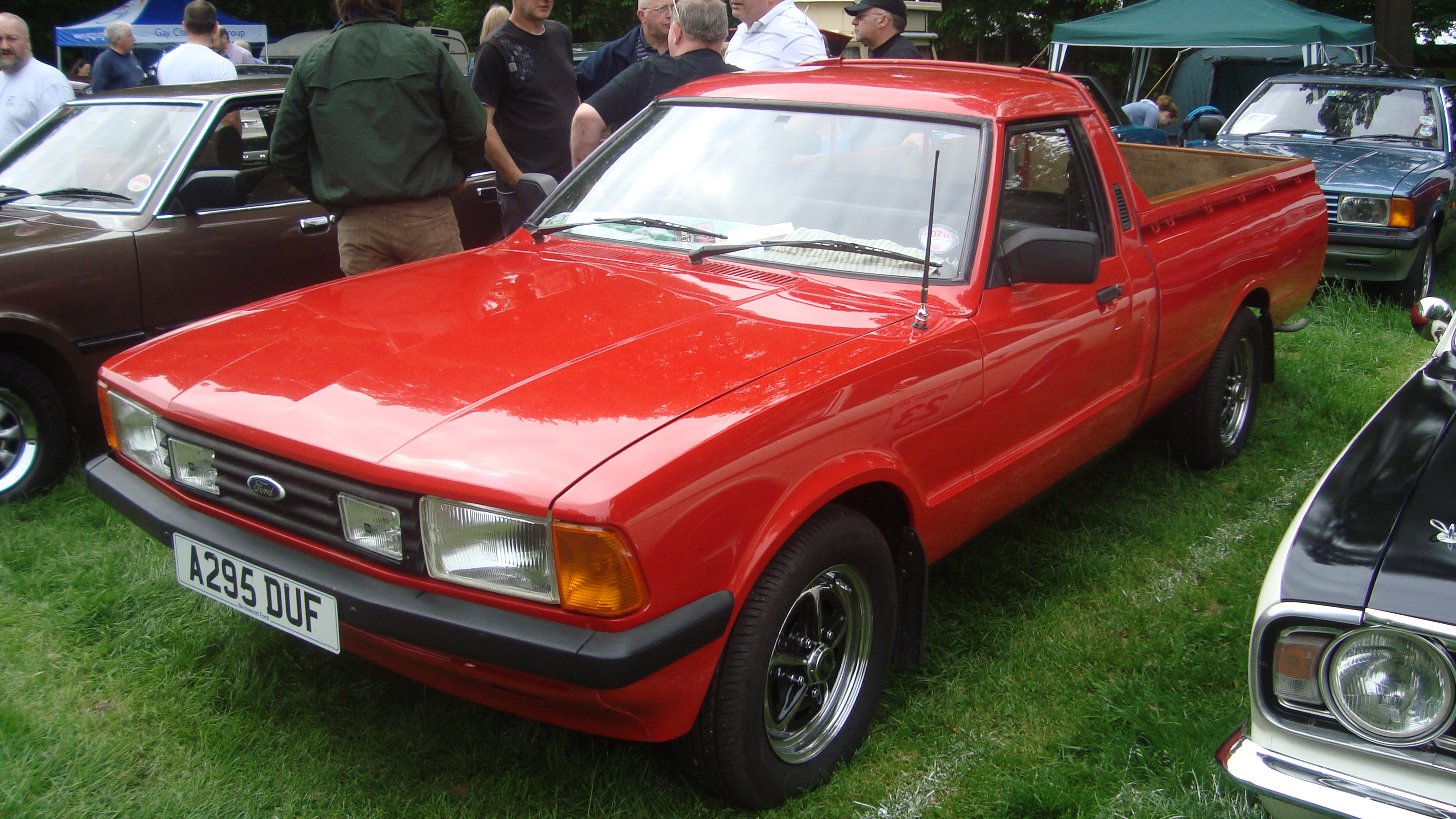
Ford P100 del 1984

La carrozzeria fu aggiornata nel 1977, in seguito alla presentazione della Ford Cortina MkIV (identica alla Ford Taunus). La cabina è stata modificata anche dall'utilizzo delle porte anteriori - più corte - dei modelli a quattro porte MkIV. Un ulteriore aggiornamento avvenne per il 1980, quando fu introdotta la MkV. Il nome Ford 1-Tonner è stato utilizzato nel mercato sudafricano. 
Nel 1986 in Sudafrica fu sostituito dal Ford Courier, veicolo di origine Mazda, disponibile fino al 2000 anche con motore Ford Essex V6, a sua volta sostituito dal più noto Ford Ranger. 
Dal 1982 è stato adottato il nome P100, e il modello ha cominciato ad essere esportato dal Sudafrica in Europa. Per l'Europa era disponibile solo a passo lungo, mentre in Sudafrica era disponibile anche nelle versioni a passo corto. Il P100 fu presentato in Europa nella versione derivata dalla Cortina Mk5, contemporaneamente alla sua sostituzione - nella versione passeggeri - da parte della Ford Sierra. Il timore verso le importazioni giapponesi fecero preferire questa versione ai più moderni modelli Mazda, e questo ne ha penalizzato le vendite nonostante l'arrivo nel 1986 di una versione a tetto rialzato. 
Anche la turca Otosan produsse anche una variante P100, utilizzando fino alle porte anteriori la Ford Taunus TC, che è stata costruita anche in Turchia come autovettura fino al 1994 e come pickup fino al 1996.

## Modelli derivati dalla Ford Sierra
Alla fine del 1987, il P100 fu rinnovato con una nuova cabina basata sulla Ford Sierra. I motori disponibili erano il 2.0 "Pinto" a benzina e successivamente il turbo-diesel da 1,8 litri di cilindrata. La gamma europea era ora costruita in Portogallo su progetto della Ford UK. Con un buon riscontro commerciale, soprattutto nel Regno Unito, il motore a benzina differiva dalle unità dei modelli passeggeri Sierra e Granada in quanto era una versione a bassa compressione (solo 54 kW di potenza, per aumentare la coppia) sulla quale si basava anche il motore Cosworth si basa su questo blocco. 
La produzione del P100 cessò quando la Ford Sierra fu sostituita nella gamma della vetture Ford dalla Mondeo, a trazione anteriore.

## Differenze con le vetture di origine
Il P100, sebbene apparisse simile ai modelli dai quali era derivato, presentava importanti differenze. Pur utilizzando la carrozzeria anteriore della Cortina, e in seguito della Sierra, solo la metà anteriore era derivata: la parte posteriore, dopo i sedili anteriori, utilizzava un telaio a longheroni sul quale era montato un cassone, con portate fino a 1000 kg. 
Il P100 era inoltre più lungo dei corrispondenti modelli Cortina e Sierra, e aveva un'altezza da terra più elevata a causa della sospensione posteriore derivata da quella della Rover SD1, mentre i mozzi delle ruote erano quelli della Ford Granada per consentire il montaggio delle ruote del più pesante Ford Transit. 
Il cambio del P100 era una versione del cambio Ford T9 che fu anche montato su alcune versioni del Transit, e che venne mantenuta anche quando le Sierra furono aggiornate nel 1989 con la scatola MT75. 

### Ford Cortina Pickup (MkIII)
- 1.6 L OHV 4L
- 2,5 L OHV (Essex) V6

### Ford 1-Tonner (MkIV)
- 3.0 L V6

### Ford 1-Tonner (MkV)
- 1.6 L 4L
- 3.0 L V6

### Ford P100 (basato su Cortina MkV)
- 1.6 L OHC 4L benzina 54 kW
- 2.0 L OHC 4L benzina 66 kW

### Ford P100 (basato su Sierra)
- 1.8 L Endura-D 4L turbodiesel 55 kW
- 2.0 L OHC Pinto 4L benzina 54 kW

## Modifiche
Negli ultimi anni il P100 derivato dalla Sierra ha avuto un seguito nei circuiti di drifting, con modifiche che includono i motori Cosworth. Inoltre questi pickup possono essere modificati dai loro proprietari utilizzando per la parte anteriore ricambi di qualsiasi Sierra e di alcune parti della Ford Granada. Anche la sospensione posteriore, pur specifica per il veicolo, può essere modificata, così come gli assali, le ruote e la trasmissione.